# Charaxes epifabius
Charaxes epifabius är en fjärilsart som beskrevs av Hans Fruhstorfer 1914. Charaxes epifabius ingår i släktet Charaxes och familjen praktfjärilar. Inga underarter finns listade i Catalogue of Life.